# Isidre Grau
Isidre Grau i Antolí (Sabadell, 7 de septiembre de 1945) es un ingeniero químico y escritor de Cataluña, España.
Creció y reside en Sardañola del Vallés. Durante 30 años trabajó como técnico industrial. También ha sido profesor de catalán y de técnicas literarias, entre otros lugares en el Ateneo Barcelonés.
Su primer libro publicado fue Fugida en gris, (1980). Obtuvo fama y reconocimiento con Els colors de l'aigua (Premio Sant Jordi 1985). Con esta novela abriría un ciclo -ambientado en la imaginaria Vinyes de Savall y en el entorno de una misma familia, los Benavent) que se cerró en 2006 con El punt blanc de l'horitzó. Los otros títulos del ciclo son La nit vermella, El balancí negre y Groc d'Índia. Ha escrito también algunas novelas más, además de libros de narrativa, ensayo y de literatura juvenil. Ocasionalmente ha formado parte del colectivo Ofèlia Dracs.

## Obra

### Narrativa breve
- 1982 Alens d'amor i de recança
- 1983 L'esperit de Campbòrdiol
- 1984 Del temps del joc al joc del temps
- 1986 Dansa a la ciutat vi (r) olada
- 1987 Rellotges fora de punt
- 1993 En última instància
- 2006 Contes coordinats (colectivo)

### Novela
- 1980 Fugida en gris
- 1984 Sol sense sol
- 1984 Vent de memòria
- 1984 Èlia
- 1986 Els colors de l’aigua
- 1989 La nit vermella
- 1996 La vida escrita
- 1998 Zàping!
- 2001 El balancí negre
- 2004 Groc d'Índia
- 2006 El punt blanc de l'horitzó
- 2017 La ciutat dels solitaris

### Ensayo
- 2001 L'arquitectura del conte (Libro reeditado y actualizado por Godall Edicions. 2017)
- 2005 La maleta de l'escriptor

### Infantil y juvenil
- 1987 Corre, correfoc!
- 1991 Memòries de l'illa del vent
- 1992 Sortides d'emergència

### Ofèlia Dracs
- 1981 Lovecraft, Lovecraft!
- 1983 Negra i consentida
- 1985 Essa efa
- 1985 Boccato di cardinali
- 1994 Misteri de reina

## Premios
- 1979 Premio Ciudad de Olot por Fugida en gris
- 1983 Premio Xúquer de Narrativa corta por Alens d'amor i de recança
- 1983 Premio de Narrativa corta, Villa de San Baudilio de Llobregat por La Mariona Robada
- 1984 Premio Ciudad de Palma por Vent de memòria
- 1985 Premio Sant Jordi de novela por Els colors de l'aigua
- 2000 Premio Ciudad de Palma por El balancí negre